# Liatris lancifolia
Liatris lancifolia là một loài thực vật có hoa trong họ Cúc. Loài này được (Greene) Kittell mô tả khoa học đầu tiên năm 1941.